# Военная улица (Новосибирск)
Вое́нная улица — улица в Центральном и Октябрьском районах Новосибирска. Начинается от перекрёстка улиц Орджоникидзе и Семьи Шамшиных, затем пересекает Ипподромскую улицу и заканчивается, соединяясь с Покатной улицей. Между началом улицы и Ипподромской улицы по левой чётной стороне к Военной улице примыкает Бийский Конный спуск, между Ипподромской улицы и Покатной улицей — Окопный переулок и несколько безымянных улиц по нечётной стороне, а также Тополёвая улица (чётная сторона).

## История улицы
В 1909—1913 годы на территории между улицами Военной, Воинской, Тополёвой и Бориса Богаткова был построен Военный городок. Большинство сооружений уцелело, и значительная их часть по-прежнему используется для нужд российской армии. 31 сохранившееся здание является памятником истории регионального значения.

## Торговые объекты
На углу Ипподромской и Военной улиц находится торгово-развлекательный центр «Аура».

## Памятники архитектуры
На улице расположены несколько памятников истории: Жилой дом для 8 семей старших офицеров и Жилой дом для 12 младших бессемейных офицеров. Оба здания обращены к улице юго-западными торцами.

## Транспорт
На улице Военной находятся две остановки: «Тополёвая» и «ТРЦ Аура», обслуживаемые автобусами и маршрутными такси. От остановки «ТРЦ Аура», расположенной на территории одноимённого торгового центра, останавливаются бесплатные маршрутки, курсирующие по центральной части города.